# Andoche de Saulieu
Andoche est un prêtre, disciple de Polycarpe de Smyrne (l'actuelle Izmir en Anatolie, ancienne Asie mineure, à l'ouest de la Turquie), venu évangéliser la Gaule avec le diacre Thyrse, saint Bénigne, et saint Andéol.  Il subit le martyre en raison de sa foi en 177 ou 178, dans la ville de Saulieu en Côte-d'Or dans le Morvan.  

## Biographie
Les disciples de Polycarpe arrivèrent à Marseille et remontèrent le Rhône jusqu'à Lyon, déjà en partie évangélisée par Irénée de Lyon et Pothin. Andoche et Thyrse allèrent donc ensuite vers Autun (Augustodunum) où ils furent reçus par le préfet Faustus. Ce dernier leur était favorable et leur fit baptiser Symphorien, son fils de trois ans. 
Après avoir évangélisé Autun, il se rendirent à Saulieu (Sidilocum) où Faustus possédait une propriété de campagne ; ils y firent la connaissance de saint Félix, un commerçant d'Autun installé à Saulieu qui les avait accueillis. Alors qu'ils évangélisaient la région, ils furent arrêtés, jetés en prison puis exécutés à coups de massue par les romains en 177 ou 178, date à laquelle Marc-Aurèle faisait étape dans la ville.  
Faustus, accompagné de son fils Symphorien, aurait alors mis leurs corps à l'abri dans un sarcophage en marbre de carrare, puis les auraient clandestinement inhumés dans une crypte sur laquelle fut élevée par la suite une première basilique dédiée à saint Andoche. Très rapidement un culte fut rendu aux restes des martyrs, attirant de nombreux pèlerins et fidèles qui vinrent vénérer les reliques,. Charlemagne en est bienfaiteur.
L'édifice est devenu la basilique saint Andoche de Saulieu, de style roman, et le tombeau de saint Andoche se trouve sous l'autel.
Leur culte va perdurer en Bourgogne. Saint Andoche de Saulieu est fêté le 24 septembre avec Thyrse et Félix.

## Édifices religieux sous son vocable
- Basilique saint-Andoche de Saulieu[6]
- Abbaye saint Andoche d'Autun
- Église saint-Andoche-et-saint-Thyrse de Blanot (où se produisit un miracle eucharistique en 1331)[7]
- Église saint Andoche d'Oulon dans la Nièvre
- Église saint Andoche de Molphey dans la Côte d'Or[8]
- Église saint Andoche de Brosses dans l'Yonne
- Église saint Andoche de Diancey en Côte d'Or[9]
- Église Saint Andoche à Beurey dans l'Aube

## Lieux-dits sous son vocable
- Village de Fouvent-Saint-Andoche situé en Haute-Saône

## Iconographie
- Gravure Saint Andoche, saint Thyrse et saint Félix, martyrs, dimensions  15,5cm x 16 cm par Ludovic Alleaume[10]
- Jacques Callot, Martyre de saint Andoche et saint Thyrse, les images des Saints, Estampe BnF, 1636[11]
- Cathédrale Saint-Bénigne de Dijon[10]
  - Vitrail central de l'abside, rangée du bas à gauche, saint Andoche, œuvre d'Édouard Didron
  - Vitrail  École apostolique de Smyrme, avec la représentation des saints Andoche, Thyrse, Andéol, Bénigne
  - Vitrail  Départ en mission des saints Bénigne, Andoche, Thyrse, Andéol
- Basilique Saint-Andoche de Saulieu : vitrail  St Félix accueille St Andoche et St Thyrse[10]
- Vitrail de Saint Thyrse, diacre-martyr, à la chapelle Saint-François-de-Sales de Dijon[10]